# Sport-Verein Werder von 1899 1994-1995
Questa voce raccoglie le informazioni riguardanti lo Sport-Verein Werder von 1899 nelle competizioni ufficiali della stagione 1994-1995.

## Stagione
Nella stagione 1994-1995 il Werder Brema, allenato da Otto Rehhagel, concluse il campionato di Bundesliga al 2º posto. In Coppa di Germania il Werder Brema fu eliminato al primo turno dal Bayern Monaco II. In Supercoppa di Germania il Werder Brema vinse la finale con il Bayern Monaco. In Coppa delle Coppe il Werder Brema fu eliminato al secondo turno dal Feyenoord.

## Rosa
| N. |                     | Ruolo | Calciatore            |
| -- | ------------------- | ----- | --------------------- |
| 1  | Germania (bandiera) | P     | Oliver Reck           |
| 4  | Egitto (bandiera)   | D     | Hany Ramzy            |
| 5  | Germania (bandiera) | C     | Dieter Eilts          |
| 6  | Germania (bandiera) | D     | Ulrich Borowka        |
| 7  | Germania (bandiera) | C     | Mario Basler          |
| 8  | Germania (bandiera) | C     | Miroslav Votava       |
| 9  | Germania (bandiera) | A     | Bernd Hobsch          |
| 11 | Germania (bandiera) | C     | Marco Bode            |
| 14 | Germania (bandiera) | D     | Michael Schulz        |
| 15 | Germania (bandiera) | C     | Thomas Wolter         |
| 16 | Germania (bandiera) | P     | Hans-Jürgen Gundelach |
| 18 | Germania (bandiera) | A     | Frank Neubarth        |
| 19 | Germania (bandiera) | D     | Gunnar Sauer          |

| N. |                     | Ruolo | Calciatore           |
| -- | ------------------- | ----- | -------------------- |
| 20 | Germania (bandiera) | P     | Frank Rost           |
| 21 | Germania (bandiera) | C     | Lars Unger           |
| 22 | Russia (bandiera)   | A     | Vladimir Besčastnych |
|    | Germania (bandiera) | D     | Dietmar Beiersdorfer |
|    | Norvegia (bandiera) | D     | Rune Bratseth        |
|    | Germania (bandiera) | D     | Bernd Goldschmidt    |
|    | Germania (bandiera) | D     | Jens Lellek          |
|    | Germania (bandiera) | D     | Thomas Schaaf        |
|    | Germania (bandiera) | D     | Andree Wiedener      |
|    | Austria (bandiera)  | C     | Andreas Herzog       |
|    | Germania (bandiera) | A     | Marinus Bester       |
|    | Germania (bandiera) | A     | Sven Simonsen        |

## Organigramma societario
Area tecnica
- Allenatore: Otto Rehhagel
- Allenatore in seconda: Karl-Heinz Kamp
- Preparatore dei portieri:
- Preparatori atletici:

## Calciomercato

### Sessione estiva
| Acquisti | Acquisti             | Acquisti          | Acquisti |
| R.       | Nome                 | da                | Modalità |
| -------- | -------------------- | ----------------- | -------- |
| A        | Vladimir Besčastnych | Spartak Mosca     |          |
| D        | Hany Ramzy           | Xamax Neuchâtel   |          |
| D        | Michael Schulz       | Borussia Dortmund |          |

| Cessioni | Cessioni           | Cessioni              | Cessioni |
| R.       | Nome               | a                     | Modalità |
| -------- | ------------------ | --------------------- | -------- |
| D        | Manfred Bockenfeld | Bocholt               |          |
| C        | Uwe Harttgen       | Hannover 96           |          |
| C        | Thorsten Legat     | Eintracht Francoforte |          |
| C        | Martin Przondziono | Norimberga            |          |

### Sessione invernale
| Acquisti | Acquisti | Acquisti | Acquisti |
| R.       | Nome     | da       | Modalità |
| -------- | -------- | -------- | -------- |

| Cessioni | Cessioni     | Cessioni   | Cessioni |
| R.       | Nome         | a          | Modalità |
| -------- | ------------ | ---------- | -------- |
| A        | Wynton Rufer | JEF United |          |

## Risultati

### Bundesliga

#### Girone di andata
| Arbitro: | Aust |

|            |           |          |
| Ekström 3’ | Marcatori | 35’ Bode |

| Arbitro: | Best |

|                         |           |                              |
| Bode 18’, 43’ Rufer 33’ | Marcatori | 16’ Dooley 52’ (rig.) Sérgio |

| Arbitro: | Buchhart |

|                      |           |  |
| Basler 69’, 82’, 88’ | Marcatori |  |

| Arbitro: | Dardenne |

|           |           |                               |
| Zeyer 24’ | Marcatori | 8’ Bode 45’ Basler 46’ Hobsch |

| Arbitro: | Merk |

|            |           |  |
| Hobsch 27’ | Marcatori |  |

| Arbitro: | Schmidt |

|  |           |                             |
|  | Marcatori | 39’ Basler 87’ (rig.) Rufer |

| Arbitro: | Jansen |

|                 |           |                                                       |
| Besčastnych 11’ | Marcatori | 29’ Lečkov 38’ Hubchev 44’ (aut.) Wiedener 76’ Zárate |

| Arbitro: | Berg |

|            |           |               |
| Miller 40’ | Marcatori | 42’, 50’ Bode |

| Arbitro: | Albrecht |

|                          |           |                        |
| Bode 20’ Besčastnych 48’ | Marcatori | 51’ Polster 80’ Weiser |

| Arbitro: | Ziller |

|          |           |                 |
| Kuka 60’ | Marcatori | 73’ Besčastnych |

| Arbitro: | Krug |

|                      |           |  |
| Besčastnych 25’, 75’ | Marcatori |  |

| Arbitro: | Zerr |

|                       |           |  |
| Freund 72’ Möller 80’ | Marcatori |  |

| Arbitro: | Aust |

|                                               |           |  |
| Besčastnych 29’ Basler 45’ Eilts 63’ Bode 76’ | Marcatori |  |

| Arbitro: | Steinborn |

|             |           |                                |
| Paßlack 65’ | Marcatori | 6’, 62’ Basler 15’ Besčastnych |

| Arbitro: | Schmidt |

|                       |           |            |
| Hobsch 49’ Herzog 62’ | Marcatori | 80’ Müller |

| Arbitro: | Fröhlich |

|                                   |           |            |
| Häßler 42’ Schmitt 78’ Bender 86’ | Marcatori | 24’ Herzog |

| Brema 10 dicembre 1994, ore 15:30 CET 17ª giornata | Werder Brema | 0 – 0 referto | Bayern Monaco | Weserstadion (40 633 spett.)\| Arbitro: \| Berg \| |
| Arbitro:                                           | Berg         |               |               |                                                    |

#### Girone di ritorno
| Arbitro: | Weber |

|                   |           |  |
| Herzog 44’ (rig.) | Marcatori |  |

| Arbitro: | Heynemann |

|            |           |                 |
| Sérgio 40’ | Marcatori | 29’, 82’ Basler |

| Arbitro: | Wagner |

|                |           |                                 |
| Bałuszyński 1’ | Marcatori | 33’, 37’ Besčastnych 83’ Basler |

| Arbitro: | Krug |

|                                                              |           |           |
| Basler 2’, 52’ Votava 27’ Herzog 41’ (rig.) Vogel 50’ (aut.) | Marcatori | 57’ Spies |

| Arbitro: | Zerr |

|                         |           |  |
| Dahlin 69’ Herrlich 84’ | Marcatori |  |

| Arbitro: | Albrecht |

|                                                     |           |           |
| Ramzy 18’ Basler 24’ Hobsch 36’ Bode 67’ Herzog 83’ | Marcatori | 78’ Marin |

| Amburgo 2 aprile 1995, ore 18:00 CEST 24ª giornata | Amburgo | 0 – 0 referto | Werder Brema | Volksparkstadion (42 000 spett.)\| Arbitro: \| Strigel \| |
| Arbitro:                                           | Strigel |               |              |                                                           |

| Arbitro: | Werthmann |

|                       |           |  |
| Basler 74’ Herzog 85’ | Marcatori |  |

| Arbitro: | Heynemann |

|          |           |              |
| Higl 90’ | Marcatori | 68’ Neubarth |

| Arbitro: | Dardenne |

|               |           |                         |
| Bode 50’, 60’ | Marcatori | 9’ Brehme 18’ Marschall |

| Francoforte sul Meno 30 aprile 1995, ore 18:00 CEST 28ª giornata | Eintracht Francoforte | 0 – 0 referto | Werder Brema | Waldstadion (34 700 spett.)\| Arbitro: \| Jansen \| |
| Arbitro:                                                         | Jansen                |               |              |                                                     |

| Arbitro: | Merk |

|                            |           |                   |
| Herzog 54’ Basler 59’, 87’ | Marcatori | 90’ (rig.) Möller |

| Arbitro: | Krug |

|               |           |                                     |
| Schneider 56’ | Marcatori | 38’, 49’ Hobsch 45’ Bode 80’ Basler |

| Arbitro: | Buchhart |

|                                                                             |           |             |
| Ramzy 6’ Neubarth 16’ Herzog 56’ (rig.) Bode 59’ Hobsch 60’ Besčastnych 80’ | Marcatori | 57’ Paßlack |

| Arbitro: | Steinborn |

|                                        |           |                 |
| Anderbrügge 8’ Kohn 24’, 47’ Němec 61’ | Marcatori | 82’, 84’ Herzog |

| Arbitro: | Weber |

|                    |           |             |
| Basler 3’ Bode 25’ | Marcatori | 55’ Schmitt |

| Arbitro: | Aust |

|                            |           |                   |
| Ziege 13’ Zickler 41’, 78’ | Marcatori | 17’ (rig.) Basler |

### Coppa di Germania
| Arbitro: | Strigel |

|                                  |           |                 |
| Radlspeck 31’ Borowka 62’ (aut.) | Marcatori | 90’ Besčastnych |

### Supercoppa di Germania
| Arbitro: | Heynemann |

|               |           |                                       |
| Nerlinger 57’ | Marcatori | 2’ Besčastnych 104’ Schulz 116’ Rufer |

### Coppa delle Coppe
| Tel Aviv 13 settembre 1994, ore CEST Primo turno | Maccabi Tel Aviv | 0 – 0 referto | Werder Brema | Ramat Gan (10 000 spett.)\| Arbitro: \| Roduit \| |
| Arbitro:                                         | Roduit           |               |              |                                                   |

| Arbitro: | Hirviniemi |

|                     |           |  |
| Bode 55’ Basler 75’ | Marcatori |  |

| Arbitro: | Karlsson |

|             |           |  |
| Larsson 57’ | Marcatori |  |

| Arbitro: | Pairetto |

|                                 |           |                                              |
| Besčastnych 12’, 60’ Basler 90’ | Marcatori | 21’, 34’, 67’ (rig.) Larsson 55’ (rig.) Heus |

## Statistiche

### Statistiche di squadra
| Competizione           | Punti | In casa | In casa | In casa | In casa | In casa | In casa | In trasferta | In trasferta | In trasferta | In trasferta | In trasferta | In trasferta | Totale | Totale | Totale | Totale | Totale | Totale | DR  |
| Competizione           | Punti | G       | V       | N       | P       | Gf      | Gs      | G            | V            | N            | P            | Gf           | Gs           | G      | V      | N      | P      | Gf     | Gs     | DR  |
| ---------------------- | ----- | ------- | ------- | ------- | ------- | ------- | ------- | ------------ | ------------ | ------------ | ------------ | ------------ | ------------ | ------ | ------ | ------ | ------ | ------ | ------ | --- |
| Bundesliga             | 68    | 17      | 13      | 3       | 1       | 44      | 16      | 17           | 7            | 5            | 5            | 26           | 23           | 34     | 20     | 8      | 6      | 70     | 39     | +31 |
| Coppa di Germania      | -     | 0       | 0       | 0       | 0       | 0       | 0       | 1            | 0            | 0            | 1            | 1            | 2            | 1      | 0      | 0      | 1      | 1      | 2      | -1  |
| Supercoppa di Germania | -     | 0       | 0       | 0       | 0       | 0       | 0       | 1            | 1            | 0            | 0            | 3            | 1            | 1      | 1      | 0      | 0      | 3      | 1      | +2  |
| Coppa delle Coppe      | -     | 2       | 1       | 0       | 1       | 5       | 4       | 2            | 0            | 1            | 1            | 0            | 1            | 4      | 1      | 1      | 2      | 5      | 5      | 0   |
| Totale                 | 68    | 19      | 14      | 3       | 2       | 49      | 20      | 21           | 8            | 6            | 7            | 30           | 27           | 40     | 22     | 9      | 9      | 79     | 47     | +32 |

### Andamento in campionato
| Giornata  | 1 | 2 | 3 | 4 | 5 | 6 | 7 | 8 | 9 | 10 | 11 | 12 | 13 | 14 | 15 | 16 | 17 | 18 | 19 | 20 | 21 | 22 | 23 | 24 | 25 | 26 | 27 | 28 | 29 | 30 | 31 | 32 | 33 | 34 |
| --------- | - | - | - | - | - | - | - | - | - | -- | -- | -- | -- | -- | -- | -- | -- | -- | -- | -- | -- | -- | -- | -- | -- | -- | -- | -- | -- | -- | -- | -- | -- | -- |
| Luogo     | T | C | C | T | C | T | C | T | C | T  | C  | T  | C  | T  | C  | T  | C  | C  | T  | T  | C  | T  | C  | T  | C  | T  | C  | T  | C  | T  | C  | T  | C  | T  |
| Risultato | N | V | V | V | V | V | P | V | N | N  | V  | P  | V  | V  | V  | P  | N  | V  | V  | V  | V  | P  | V  | N  | V  | N  | N  | N  | V  | V  | V  | P  | V  | P  |
| Posizione | 6 | 4 | 3 | 1 | 1 | 1 | 2 | 2 | 2 | 2  | 2  | 2  | 2  | 2  | 2  | 2  | 2  | 2  | 2  | 2  | 2  | 2  | 2  | 2  | 2  | 2  | 2  | 2  | 1  | 1  | 1  | 1  | 1  | 2  |

Legenda:

Luogo: C = Casa; T = Trasferta. Risultato: V = Vittoria; N = Pareggio; P = Sconfitta.

### Statistiche dei giocatori
| Giocatore       | Bundesliga | Bundesliga | Bundesliga  | Bundesliga | Coppa di Germania | Coppa di Germania | Coppa di Germania | Coppa di Germania | Supercoppa di Germania | Supercoppa di Germania | Supercoppa di Germania | Supercoppa di Germania | Coppa delle coppe | Coppa delle coppe | Coppa delle coppe | Coppa delle coppe | Totale   | Totale | Totale      | Totale     |
| Giocatore       | Presenze   | Reti       | Ammonizioni | Espulsioni | Presenze          | Reti              | Ammonizioni       | Espulsioni        | Presenze               | Reti                   | Ammonizioni            | Espulsioni             | Presenze          | Reti              | Ammonizioni       | Espulsioni        | Presenze | Reti   | Ammonizioni | Espulsioni |
| --------------- | ---------- | ---------- | ----------- | ---------- | ----------------- | ----------------- | ----------------- | ----------------- | ---------------------- | ---------------------- | ---------------------- | ---------------------- | ----------------- | ----------------- | ----------------- | ----------------- | -------- | ------ | ----------- | ---------- |
| M. Basler       | 33         | 20         | 9           | 0          | 1                 | 0                 | 1                 | 0                 | 1                      | 0                      | 0                      | 0                      | 4                 | 2                 | 1                 | 0                 | 39       | 22     | 11          | 0          |
| D. Beiersdorfer | 0          | 0          | 0           | 0          | 0                 | 0                 | 0                 | 0                 | 1                      | 0                      | 0                      | 0                      | 0                 | 0                 | 0                 | 0                 | 1        | 0      | 0           | 0          |
| V. Besčastnych  | 29         | 10         | 1           | 0          | 1                 | 1                 | 0                 | 0                 | 1                      | 1                      | 0                      | 0                      | 2                 | 2                 | 1                 | 0                 | 33       | 14     | 2           | 0          |
| M. Bester       | 10         | 0          | 0           | 0          | 1                 | 0                 | 0                 | 0                 | 0                      | 0                      | 0                      | 0                      | 1                 | 0                 | 0                 | 0                 | 12       | 0      | 0           | 0          |
| M. Bode         | 33         | 14         | 0           | 0          | 1                 | 0                 | 0                 | 0                 | 1                      | 0                      | 0                      | 0                      | 4                 | 1                 | 0                 | 0                 | 39       | 15     | 0           | 0          |
| U. Borowka      | 22         | 0          | 3           | 0          | 1                 | 0                 | 0                 | 0                 | 1                      | 0                      | 0                      | 0                      | 1                 | 0                 | 0                 | 0                 | 25       | 0      | 3           | 0          |
| R. Bratseth     | 1          | 0          | 0           | 0          | 0                 | 0                 | 0                 | 0                 | 0                      | 0                      | 0                      | 0                      | 0                 | 0                 | 0                 | 0                 | 1        | 0      | 0           | 0          |
| D. Eilts        | 34         | 1          | 5           | 0          | 1                 | 0                 | 0                 | 0                 | 1                      | 0                      | 0                      | 0                      | 4                 | 0                 | 1                 | 0                 | 40       | 1      | 6           | 0          |
| B. Goldschmidt  | 0          | 0          | 0           | 0          | 0                 | 0                 | 0                 | 0                 | 0                      | 0                      | 0                      | 0                      | 0                 | 0                 | 0                 | 0                 | 0        | 0      | 0           | 0          |
| H. Gundelach    | 3          | 0          | 0           | 0          | 0                 | 0                 | 0                 | 0                 | 0                      | 0                      | 0                      | 0                      | 0                 | 0                 | 0                 | 0                 | 3        | 0      | 0           | 0          |
| A. Herzog       | 31         | 10         | 6           | 1          | 1                 | 0                 | 0                 | 0                 | 1                      | 0                      | 0                      | 0                      | 3                 | 0                 | 1                 | 0                 | 36       | 10     | 7           | 1          |
| B. Hobsch       | 20         | 7          | 2           | 1          | 0                 | 0                 | 0                 | 0                 | 0                      | 0                      | 0                      | 0                      | 1                 | 0                 | 0                 | 0                 | 21       | 7      | 2           | 1          |
| J. Lellek       | 0          | 0          | 0           | 0          | 0                 | 0                 | 0                 | 0                 | 0                      | 0                      | 0                      | 0                      | 0                 | 0                 | 0                 | 0                 | 0        | 0      | 0           | 0          |
| F. Neubarth     | 28         | 2          | 10          | 0          | 0                 | 0                 | 0                 | 0                 | 0                      | 0                      | 0                      | 0                      | 2                 | 0                 | 0                 | 0                 | 30       | 2      | 10          | 0          |
| H. Ramzy        | 27         | 2          | 3           | 1          | 1                 | 0                 | 0                 | 0                 | 1                      | 0                      | 0                      | 0                      | 4                 | 0                 | 0                 | 0                 | 33       | 2      | 3           | 1          |
| O. Reck         | 32         | 0          | 2           | 0          | 1                 | 0                 | 0                 | 0                 | 1                      | 0                      | 0                      | 0                      | 4                 | 0                 | 0                 | 0                 | 38       | 0      | 2           | 0          |
| F. Rost         | 0          | 0          | 0           | 0          | 0                 | 0                 | 0                 | 0                 | 0                      | 0                      | 0                      | 0                      | 0                 | 0                 | 0                 | 0                 | 0        | 0      | 0           | 0          |
| W. Rufer        | 13         | 2          | 0           | 0          | 1                 | 0                 | 0                 | 0                 | 1                      | 1                      | 0                      | 0                      | 3                 | 0                 | 0                 | 0                 | 18       | 3      | 0           | 0          |
| G. Sauer        | 11         | 0          | 1           | 0          | 0                 | 0                 | 0                 | 0                 | 0                      | 0                      | 0                      | 0                      | 1                 | 0                 | 0                 | 0                 | 12       | 0      | 1           | 0          |
| T. Schaaf       | 3          | 0          | 0           | 0          | 0                 | 0                 | 0                 | 0                 | 0                      | 0                      | 0                      | 0                      | 0                 | 0                 | 0                 | 0                 | 3        | 0      | 0           | 0          |
| M. Schulz       | 27         | 0          | 5           | 1          | 1                 | 0                 | 0                 | 0                 | 1                      | 1                      | 0                      | 0                      | 4                 | 0                 | 0                 | 0                 | 33       | 1      | 5           | 1          |
| S. Simonsen     | 0          | 0          | 0           | 0          | 0                 | 0                 | 0                 | 0                 | 0                      | 0                      | 0                      | 0                      | 0                 | 0                 | 0                 | 0                 | 0        | 0      | 0           | 0          |
| L. Unger        | 2          | 0          | 1           | 0          | 0                 | 0                 | 0                 | 0                 | 0                      | 0                      | 0                      | 0                      | 0                 | 0                 | 0                 | 0                 | 2        | 0      | 1           | 0          |
| M. Votava       | 33         | 1          | 5           | 0          | 1                 | 0                 | 0                 | 0                 | 1                      | 0                      | 0                      | 0                      | 4                 | 0                 | 0                 | 0                 | 39       | 1      | 5           | 0          |
| A. Wiedener     | 23         | 0          | 2           | 0          | 0                 | 0                 | 0                 | 0                 | 0                      | 0                      | 0                      | 0                      | 2                 | 0                 | 0                 | 0                 | 25       | 0      | 2           | 0          |
| T. Wolter       | 23         | 0          | 4           | 0          | 1                 | 0                 | 0                 | 0                 | 1                      | 0                      | 0                      | 0                      | 4                 | 0                 | 0                 | 0                 | 29       | 0      | 4           | 0          |